# Oximetazolina
La oximetazolina es un agonista α1 completo y un agonista parcial α2 utililzado como descongestivo tópico en la forma de clorhidrato de oximetazolina en productos tales como ILIADIN  de Merck,  Afrin, Dristan, Nasivin, Logicin, Vicks Sinex, Visine, Sudafed OM, y Zicam. Fue desarrollado a partir de la xilometazolina en los laboratorios E. Merck Darmstadt por Fruhstorfer en 1961. La oximetazolina se administra habitualmente en forma de spray nasal.

## Usos clínicos
La oximetazolina se encuentra disponible como descongestivo tópico en la forma de clorhidrato de oximetazolina en diferentes sprays nasales tales como el Rinofenol,Afrin, Sudafed OM, Dristan, Dimetapp, Vicks Sinex, y Mucinex Full Force. Fue desarrollado a partir de la xilometazolina en los laboratorios E. Merck Darmstadt por Fruhstorfer en 1961.
La oximetazolina, es utilizada además para el tratamiento de la epistaxis y del enrojecimiento ocular debido a irritaciones menores. Comercializado como Visine, en la forma de gotas para los ojos.

## Mecanismo de acción
La oxymetazolina es un adrenomimético, agonista no selectivo de los receptores adrenérgicos α1 y α2 Debido a que los lechos vasculares expresan ampliamente receptores α1, la acción de la oximetazolina causa vasoconstricción. Adicionalmente, la aplicación local del medicamento también provoca vasoconstricción por su acción sobre los receptores postsinápticos endoteliales α2; por el contrario la aplicación sistémica de agonistas α2 provocan vasodilatación debida a la inhibición central del tono simpático vía receptores presinápticos α2. La vasoconstricción produce alivio para la congestión nasal por dos mecanismos. En primer lugar, aumenta el diámetro de la vía aérea, y en segundo lugar, reduce el exudado de fluidos a partir de las vénulas postcapilares.

## Efectos secundarios y consideraciones especiales

### Congestión de rebote
Es recomendable que no se utilice a la oximetazolina durante más de tres días seguidos, debido a que puede provocar un efecto rebote en la congestión, o una rinitis medicamentosa. Los pacientes que continúan utilizando oximetazolina más allá de este punto pueden llegar a convertirse en dependientes del medicamento para aliviar su congestión crónica. Aunque de hecho los pacientes que sufren de una inflamación anormal de los cornetes y que no pueden ser tratados por cirugía han estado utilizando xilometazolina y oximetazolina desde que estuvieron comercialmente disponibles, sin mostrar efectos adversos [cita requerida].

### Efectos del cloruro de benzalconio
Algunos estudios han encontrado que el cloruro de benzalconio, un aditivo común para los sprays nasales de oximetazolina, puede dañar el epitelio nasal y exacerbar la rinitis medicamentosa. Sin embargo, la mayoría de los estudios han hallado que el cloruro de benzalconio es un conservante seguro.

## Uso durante el embarazo
La FDA coloca a la oximetazolina en la categoría C para su utilización durante el embarazo, lo que indica que el riesgo para el feto no se puede descartar. Si bien se ha demostrado que una dosis única no altera significativamente la circulación, ya sea materna o fetal, este tema no ha sido estudiado con la suficiente amplitud como para obtener conclusiones fiables.

## Sobredosis

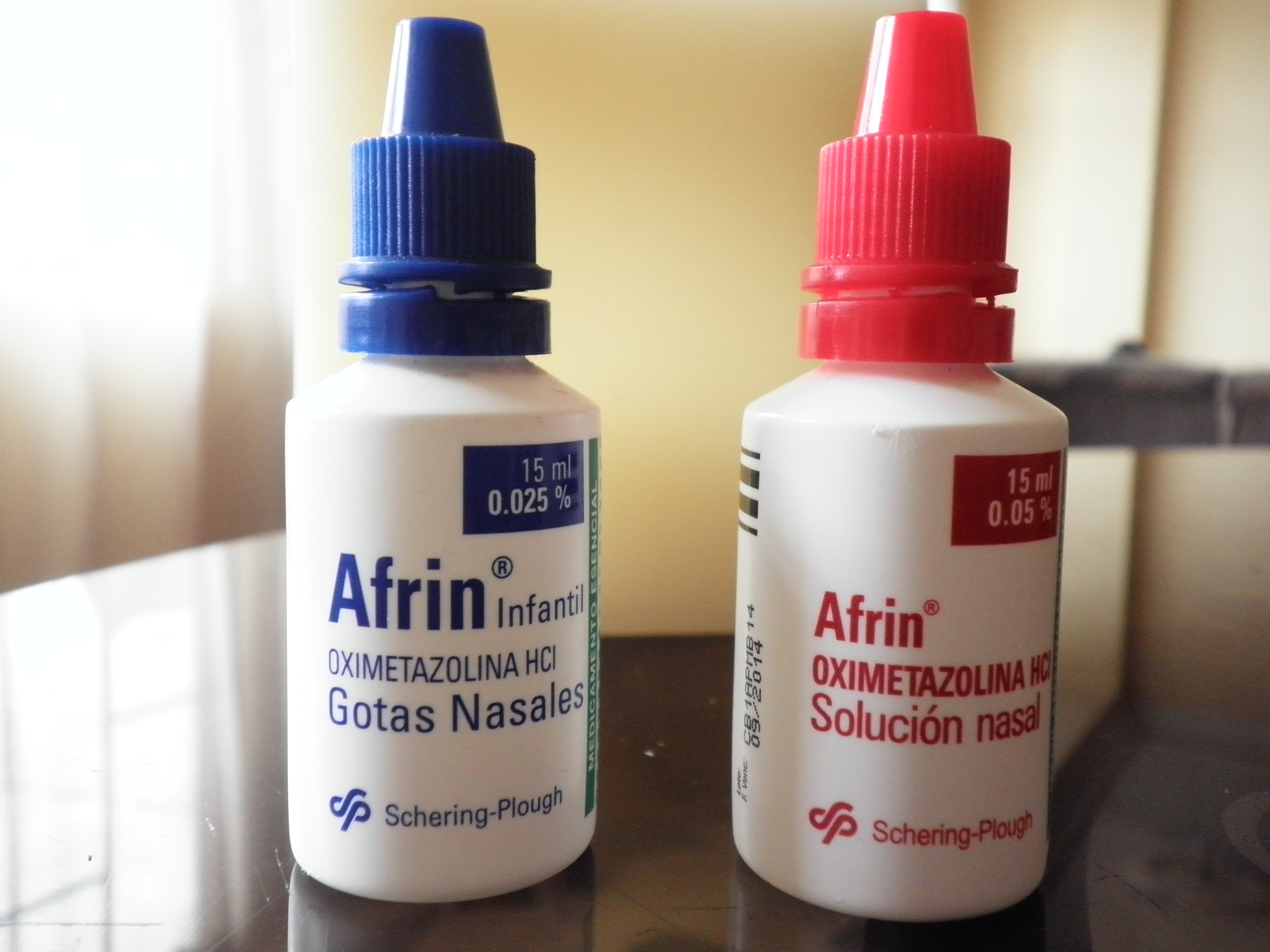
Presentación comercial de la Oximetazolina en forma de gotas nasales de marca Afrin.

En caso de ingestión accidental se pueden considerar los métodos usuales para eliminar drogas no absorbidas. No existe un antídoto específico para la oximetazolina, sin embargo sus efectos farmacológicos pueden ser revertidos por antagonistas alfa adrenérgicos tales como la fentolamina. En niños, la oximetazolina puede producir depresión profunda del sistema nervioso central debido a la estimulación de receptores α2 e imidazolínicos en el SNC, al igual que la clonidina. [cita requerida]

## Presión arterial
Mientras que la oximetazolina es una agonista alfa no selectivo, y podría aumentar la presión arterial si se utilizara sistemicamente, cuando se utiliza en dosis moderadas, a través de la aplicación directa sobre la mucosa nasal, el aumento debería ser pequeño o insignificante. Ingerir el fármaco, o utilizar una cantidad excesiva por vía endovenosa, en teoría puede provocar que la droga llevada directamente al torrente sanguíneo cause un aumento de la presión arterial. A los pacientes hipertensos se les recomienda buscar el consejo de su médico antes de utilizarla.

## Química
La oxymetazolina se sintetiza por clorometilación del 6-tert-butil-2,4-dimetilfenol y subsecuente transformación del derivado clorometilado en su correspondiente nitrilo La reacción de este nitrilo con etilendiamina produce oximetazolina.